# Fabrice Philipot
Fabrice Philipot (Montbard, 24 september 1965 – Semur-en-Auxois, 17 juni 2020) was een Frans wielrenner, die beroeps was tussen 1988 en 1994.

## Wielerloopbaan
Philipot werd in 1989 tweede in Luik-Bastenaken-Luik en won later dat jaar het Jongerenklassement van de Tour. Hieraan deed wel afbreuk dat de Colombiaan Alberto Camargo, geboren in 1965 en dus in aanmerking komend voor het jongerenklassement, door zijn ploegleider niet voor dit klassement was ingeschreven. Camargo, 20e in het eindklassement, zou het jongerenklassement eigenlijk gewonnen hebben in plaats van de vier plaatsen lager geëindigde Philipot. Philipot is tot op heden met de 24e plaats de slechtst geplaatste jongerenklassementswinnaar.
In de vijf jaar als beroeps die nog volgden, zou hij geen grote overwinningen meer boeken.
Fabrice Philipot overleed in 2020 op 54-jarige leeftijd.

## Belangrijkste overwinningen
1987
- Eindklassement Ronde van de Aostavallei

1988
- Proloog Parijs-Nice;+ Andreas Kappes, Luc Leblanc

1989
- Jongerenklassement Ronde van Frankrijk

## Resultaten in voornaamste wedstrijden
| Jaar | Ronde van Italië | Ronde van Frankrijk | Ronde van Spanje |
| ---- | ---------------- | ------------------- | ---------------- |
| 1988 | 37e              |                     |                  |
| 1989 |                  | 24e                 |                  |
| 1990 | 13e              | 14e                 |                  |
| 1991 |                  | 24e                 | opgave           |
| 1992 | 22e              | opgave              | opgave           |
| 1993 | opgave           |                     |                  |

| Jaar | Milaan-San Remo | Luik-Bast.‑Luik | Waalse Pijl |  | Wereldranglijsten |
| ---- | --------------- | --------------- | ----------- |  | ----------------- |
| 1988 |                 |                 | 23e         |  |                   |
| 1989 | 33e             | Zilver          | 11e         |  | 32e (UWB)         |
| 1990 | 18e             | 33e             | 33e         |  |                   |
| 1991 | 23e             |                 | 48e         |  |                   |
| 1992 | 50e             |                 | 23e         |  |                   |
| 1993 |                 |                 |             |  |                   |